# میلتون رید
میلتون رید (به انگلیسی: Milton Reid) (زاده ۲۹ آوریل ۱۹۱۷- درگذشته ۱۹۸۷) بازیگر هندی- انگلیسی بود.
از فیلم‌های معروف او می‌توان به بازی در فیلم جاسوسی که دوستم داشت، از عجایب علاءالدین اشاره کرد او یک قاتل سریالی بود  قتل های زیادی مرتکب 